# فرودگاه صحرایی ارتشی گریلینگ
فرودگاه صحرایی ارتشی گریلینگ (به انگلیسی: Grayling Army Airfield) یک فرودگاه همگانی و نظامی بهره‌برداری هوایی است که یک باند فرود بتن دارد و طول باند آن ۱۵۲۴ متر است. این فرودگاه در کشور ایالات متحده آمریکا قرار دارد و در ارتفاع ۳۵۳ متری از سطح دریا واقع شده‌است.